# Archshofen (Feuchtwangen)
Archshofen ist ein Gemeindeteil der Stadt Feuchtwangen im Landkreis Ansbach (Mittelfranken, Bayern). Archshofen liegt in der Gemarkung Dorfgütingen.

## Geographie
Das Dorf liegt am Gutenbach, einem rechten Zufluss der Sulzach, und am Mühlgraben, der im Ort als rechter Zufluss in den Gutenbach mündet. Er liegt in einer leicht hügeligen Ebene, die aus Grünland mit vereinzeltem Baumbestand und Ackerflächen besteht. Im Nordwesten liegt das Flurgebiet Lühlesfeld, im Westen das Mühlfeld, im Norden das Hirtenfeld und im Nordosten das Sulzfeld. Die Kreisstraße AN 36 führt nach Vehlberg (3,5 km nordöstlich) bzw. nach Dorfgütingen zur Bundesstraße 25 (0,3 km südlich). Eine Gemeindeverbindungsstraße führt am Auhof vorbei nach Dombühl (4 km nördlich).

## Geschichte
Archshofen lag im Fraischbezirk des ansbachischen Oberamtes Feuchtwangen. Im Jahre 1732 gab es 15 Anwesen. Alleiniger Grundherr war das Oberamt Feuchtwangen (Stiftsverwalteramt Feuchtwangen: 5 Anwesen; Klosterverwalteramt Sulz: 7 Anwesen; Kastenamt Feuchtwangen: 3 Anwesen). Gegen Ende des Alten Reiches gab es 17 Untertansfamilien, die allesamt feuchtwangisch waren. Von 1797 bis 1808 unterstand der Ort dem Justiz- und Kammeramt Feuchtwangen.
Mit dem Gemeindeedikt (frühes 19. Jahrhundert) wurde Archshofen dem Steuerdistrikt und der Ruralgemeinde Dorfgütingen zugeordnet. Im Zuge der Gebietsreform in Bayern wurde diese am 1. Januar 1972 nach Feuchtwangen eingemeindet.
Eine frühere Bezeichnung des Orts lautete „Arschshofen“.

## Einwohnerentwicklung
| Jahr      | 001818 | 001840 | 001861 | 001871 | 001885 | 001900 | 001925 | 001950 | 001961 | 001970 | 001987 |
| Einwohner | 125    | 147    | 149    | 171    | 174    | 145    | 157    | 119    | 168    | 178    | 181    |
| Häuser    | 26     | 21     |        |        | 36     | 34     | 31     | 29     | 30     |        | 50     |
| Quelle    | [ 11 ] | [ 12 ] | [ 13 ] | [ 14 ] | [ 15 ] | [ 16 ] | [ 17 ] | [ 18 ] | [ 19 ] | [ 20 ] | [ 1 ]  |

## Religion
Der Ort ist seit der Reformation evangelisch-lutherisch geprägt und bis heute nach St. Maria (Dorfgütingen) gepfarrt. Die Einwohner römisch-katholischer Konfession sind nach St. Ulrich und Afra (Feuchtwangen) gepfarrt.